# Uniwersytet Friedricha Schillera w Jenie
Uniwersytet Friedricha Schillera w Jenie (niem. Friedrich-Schiller-Universität Jena) – uczelnia publiczna założona przez Nikolausa von Amsdorfa w 1558 roku w Jenie. W 1934 uczelnia otrzymała patrona. Na uniwersytecie studiuje ok. 22 tys. studentów.
Wśród najbardziej znanych profesorów uniwersytetu byli m.in.: Johann Gottlieb Fichte, George Wilhelm Friedrich Hegel, Friedrich von Schelling, August Wilhelm Schlegel, Friedrich Schiller. W Jenie studiowali m.in.: Karl Marx, Artur Schopenhauer, Rudolf Carnap, Gottlob Frege, Ernst Abbe, Johann Gottlieb Fichte.

## Wydziały
Na uniwersytecie znajduje się 10 wydziałów:
- Wydział Teologii
- Wydział Prawa
- Wydział Nauk Ekonomicznych
- Wydział Filozoficzny (wszystkie nauki humanistyczne[5])
- Wydział Nauk Społecznych
- Wydział Matematyki i Informatyki
- Wydział Fizyki i Astronomii
- Wydział Chemii i Nauk o Ziemi
- Wydział Biologii i Farmacji
- Wydział Medycyny.